# Louis-Gaston Mayila
Louis-Gaston Mayila, né le 25 janvier 1947 à Boungounga (Gabon) et mort le 4 février 2025 à Rang-du-Fliers (France), est un avocat et homme politique gabonais. 
Ancien ministre et proche collaborateur d'Omar Bongo, il a occupé plusieurs postes gouvernementaux avant de rejoindre l'opposition en 2009. Fondateur de l’Union pour la nouvelle République (UPNR), il a joué un rôle clé dans diverses coalitions politiques gabonaises.

## Biographie

### Naissance et formation
Louis-Gaston Mayila est né le 25 janvier 1947 à Boungounga dans la province de la Ngounié au Gabon. Il poursuit des études en administration avant d'entamer une carrière professionnelle et politique marquante. Il fut également inscrit au barreau des avocats du Gabon.

### Carrière administrative et politique
Louis-Gaston Mayila commence sa carrière en 1973 en tant que responsable de la formation et du recrutement chez Shell Gabon. La même année, il est nommé secrétaire général de l'Aviation civile et commerciale. En 1974, il devient directeur de l'École nationale d'administration avant d’être désigné conseiller personnel adjoint du président Omar Bongo Ondimba. En 1975, il est promu directeur de cabinet du président, obtenant le rang de ministre en 1976, avec la responsabilité des Postes et Télécommunications ainsi que des relations avec la Société nationale des bois du Gabon (SNBG).
Au cours des décennies suivantes, il occupe plusieurs postes ministériels, notamment :
- Ministre de l'Éducation nationale (1980-1987) ;
- Ministre du Travail, de l'Emploi, des Ressources humaines et de la Formation professionnelle (1987-1989) ;
- Ministre d'État chargé du Travail, de l'Emploi et de la Formation professionnelle (1989-1990).

En 1990, il quitte ses fonctions de conseiller personnel du président et fonde le Parti de l'unité du peuple (PUP), qui s'allie au Parti démocratique gabonais (PDG) pour soutenir la candidature du président Omar Bongo lors de l’élection présidentielle de 1993. Il joue un rôle clé dans les Accords de Paris de 1994, avant d’être nommé ministre délégué auprès du Premier ministre, chargé de la Décentralisation et de la Sécurité mobile, puis ministre de l’Intérieur, de la Décentralisation et de la Sécurité mobile en 1995.
En 1997, il est désigné président du Conseil économique et social (CES) et réintègre le PDG en 2005, où il devient vice-président du parti. En 2006, il est nommé vice-Premier ministre chargé des Affaires sociales, mais quitte le gouvernement en 2007 après avoir fondé l'Union pour la nouvelle République (UPNR), un parti de la majorité présidentielle.

### Engagement dans l'opposition
Après le décès du président Omar Bongo en 2009, Louis-Gaston Mayila rejoint l’opposition et soutient Pierre Mamboundou lors de l’élection présidentielle de la même année qui voit Ali Bongo Ondimba être déclaré vainqueur de cette élection. En mars 2022, il est élu président de la Plateforme des partis et groupements des partis politiques de l'opposition (PG41), en vue de l’élection présidentielle de 2023. Cependant, en janvier 2023, il quitte la coalition Alternance 2023, estimant qu’elle faisait concurrence à la PG41.

### Décès
Au cours de l'année 2024, Louis-Gaston Mayila est victime d'un accident vasculaire cérébral. Il part alors faire sa convalescence à Berck-sur-Mer dans le nord de la France, où il finit par mourir le 4 février 2025 à l'âge de 78 ans. À l'annonce de son décès, de nombreuses personnalités gabonaises lui rendent hommage dont l'ancien Premier ministre Paul Biyoghe Mba, ainsi que le Président de la Transition Brice Oligui Nguema qui salue un « homme engagé pour le Gabon ».

## Distinctions et autres fonctions
Louis-Gaston Mayila a reçu plusieurs distinctions honorifiques, notamment :
- Grand-Croix dans l'Ordre national du Mérite gabonais ;
- Commandeur de la Légion d'honneur (France) ;
- Commandeur des Palmes académiques.

En parallèle de sa carrière politique, il occupe des postes de direction dans plusieurs entreprises, dont Air Inter Gabon, la Compagnie forestière de Tsamba Magotsi (COFMA), AGAR et Air Gabon.